# Joachim Walter Kadereit
Joachim Walter Kadereit (1956) es un botánico, y profesor alemán.

## Biografía
Estudió biología en la Universidad de Hamburgo y en la de Cambridge. En 1991 recibió el nombramiento para la cátedra de botánica en la Universidad de Maguncia en el Departamento de Botánica Especial. También cabeza del Jardín Botánico de la Universidad de Maguncia.
El enfoque de investigación del profesor Kadereit son: sistemática de plantas, evolución de plantas y biogeografía de las plantas superiores. Junto con colegas, es coautor del  Lehrbuch der Botanik für Hochschulen (Libro de texto de Botánica de Colegios) (resumido Strasburger), la "Biblia" en la enseñanza de la botánica. El libro es considerado la obra de referencia en el tema de los estudios de biología botánica.

## Algunas publicaciones
- j.w. Kadereit, christian Körner, benedikt Kost, uwe Sonnewald. 2014. Strasburger - Lehrbuch der Pflanzenwissenschaften. Springer Spektrum, 37ª ed. completamente revisada y actualizada, Berlín & Heidelberg. ISBN 978-3-642-54434-7 (impreso) ISBN 978-3-642-54435-4 (eBook)

- -----------------. 2004. Flowering Plants . Dicotyledons. Ed. Springer, 492 pp. ISBN 3642186181, ISBN 9783642186189

- p. Sitte, e.w. Weiler, j.w. Kadereit, a. Bresinsky, c. Körner. 2004. Strasburger - Tratado de Botánica. 35.ª ed. de Omega. Barcelona. Tradujo del alemán Fortés Fortés, M.J. ISBN 84-282-1353-4

- m.j. Donoghue, j.w. Kadereit. 1992. Walter Zimmermann and the growth of phylogenetic theory. Syst. Biol. 141 (1): 74-85

- j.w. Kadereit. 1987. A Revision of Papaver L. Section Rhoeadium Spach. Notes from the Royal Botanic Garden Edinburgh 45. 62 pp.

## Honores
- 1994: miembro de la Sociedad Botánica de EE. UU.[2][3]
- La abreviatura «Kadereit» se emplea para indicar a Joachim Walter Kadereit como autoridad en la descripción y clasificación científica de los vegetales.[4]